# Apium nodiflorum
Apium nodiflorum comúnmente llamada berra, berro, berraza o berrera, es una especie herbácea acuática o semiacuática perteneciente a la familia de las Apiáceas.

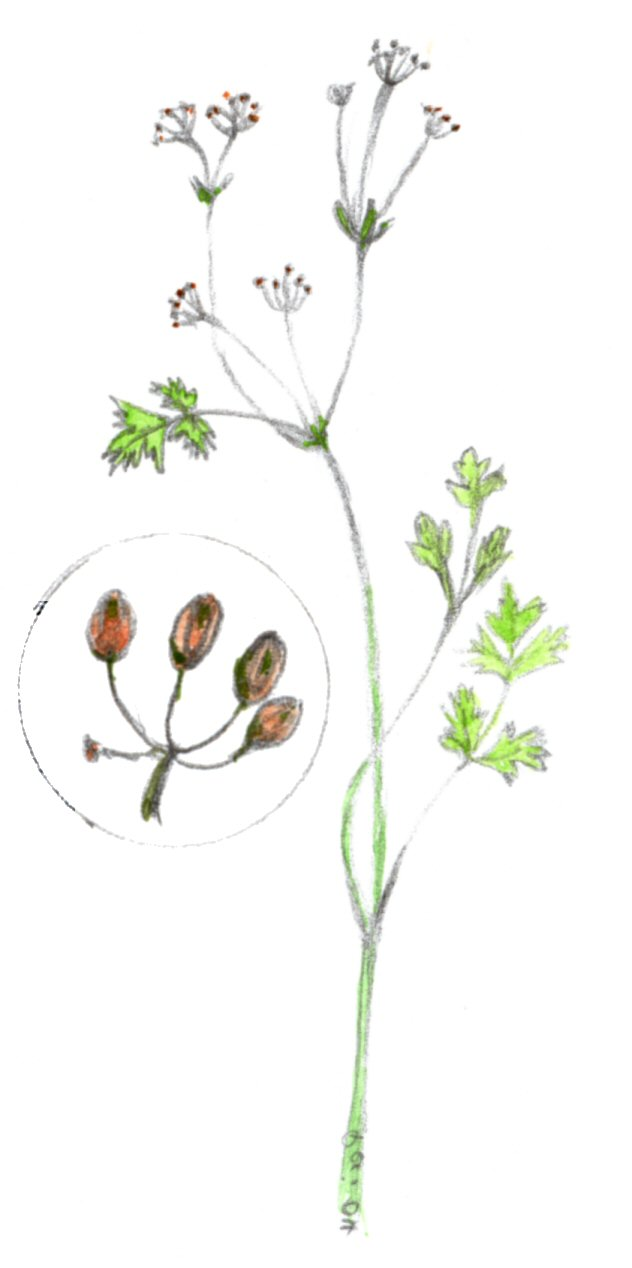
Ilustración

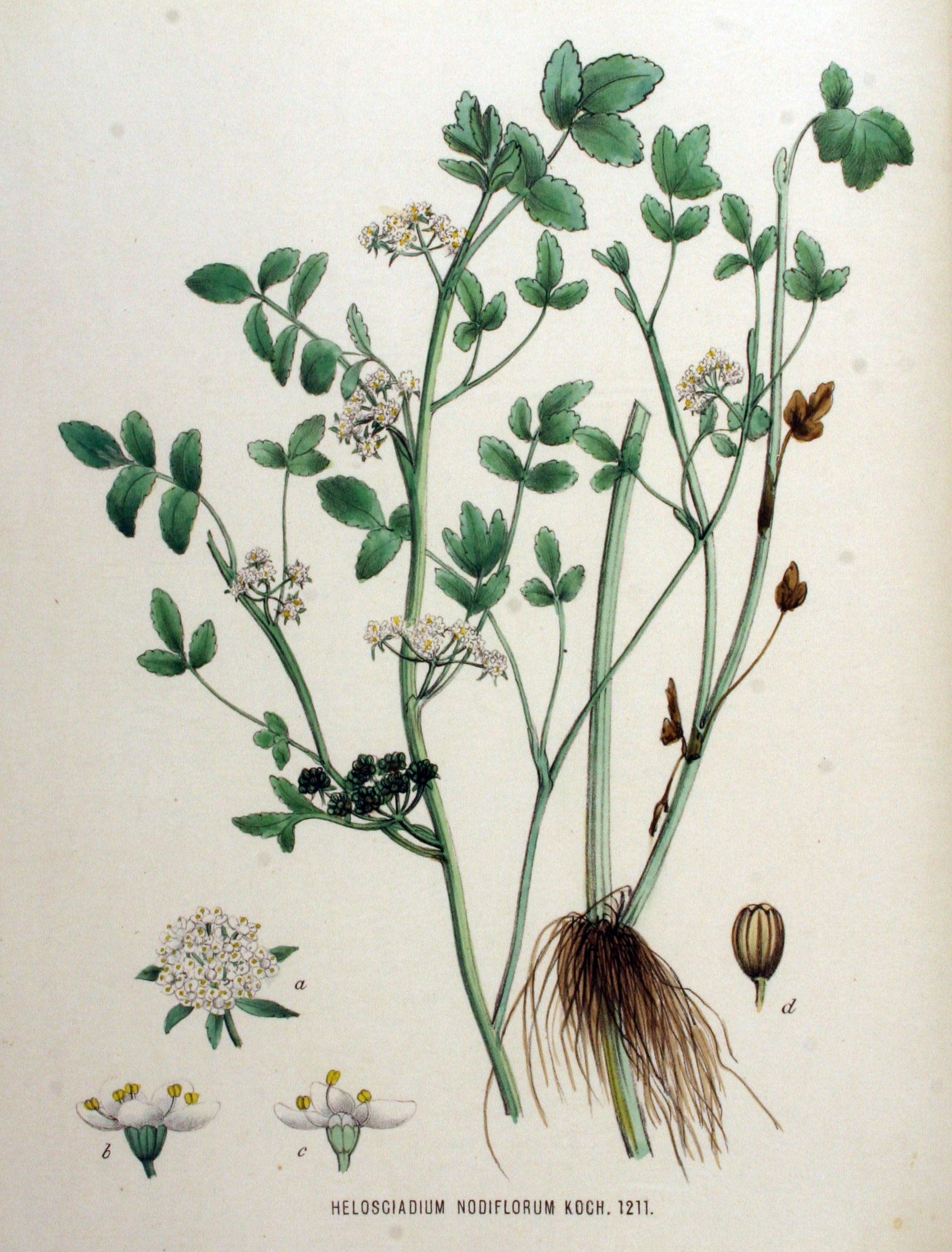
Ilustración de Flora Batava

## Hábitat
Es una especie endémica del Mediterráneo occidental en Alicante, Barcelona, Castellón, Gerona, Islas Baleares, Lérida, Región de Murcia, Tarragona y Valencia donde crece en torrentes, fuentes y zonas húmedas. 
Distribución por islas: Ibiza, Mallorca, Menorca.

## Descripción
Las berrazas son efectivamente unos apios que viven dentro de las corrientes de agua dulce, a menudo acompañando a Rorippa nasturtium-aquaticum. Las hojas están compuestas con los folíolos emparejados y dentados, las flores son blancas y agrupadas en umbelas. Tiene tallos estoloníferos enraizados en los sedimentos de torrentes y canales, este carácter además de la morfología de las hojas permite diferenciarlo del otro apio Apium graveolens que no tiene estolones. Florece en mayo y durante el verano

## Taxonomía
Apium nodiflorum fue descrito por Linneo y publicado en Amenidades Naturales de las Españas 1(2): 101. 1821.
Etimología
Apium: nombre genérico que deriva de apium, un nombre latino antiguo para el apio o perejil.
nodiflorum: epíteto latíno que significa "con flores en los nodos".
Sinonimia
- Helodium nodiflorum (L.) Dumort.
- Helosciadium hybridum Mérat ex F.W.Schultz
- Helosciadium intermedium Ten. ex Nyman
- Helosciadium nodiflorum (L.) Koch
- Helosciadium stoloniferum Nyman
- Lavera nodiflora (L.) Raf.
- Meum nodiflorum (L.) Baill.
- Pimpinella nodiflora (L.) Stokes
- Selinum nodiflorum (L.) E.H.L.Krause
- Seseli nodiflorum (L.) Scop.
- Sison nodiflorum (L.) Brot.
- Sium intermedium Ten.
- Sium nodiflorum L.
- Sium radiatum Viv.
- Sium stoloniferum Guss.
- Tordylium cyrenaicum Spreng.[6]

## Nombre común
- Afrideras, anapelo, apio, apio bastardo, apio borde, apio bordo, apio de río, apio menor, apio salvaje, apio silvestre, barraca, berra, berraca, berrajas, berras, berraza, berrazas, berrera, berreras, berrios, berro, berros, berros bordes, cieras, creixen, fieras, labaza, rabasca, rabaza.[7]